# Gian Carlo Brignole
Il marchese Gian Carlo Brignole (Genova, 26 novembre 1761 – Genova, 22 aprile 1849) è stato un politico italiano.

## Biografia

### A Genova tra la fine della Repubblica e la dominazione francese
Nacque in una famiglia di splendida nobiltà, primogenito dell'ultimo doge di Genova Giacomo Maria Brignole e della moglie Barbara Durazzo, figlia del doge Marcello.
Ebbe il suo primo incarico pubblico nel 1796, quando entrò a far parte della magistratura dei Cinque padri del Comune, fino alla sua abolizione nel giugno del 1797, quando fu instaurata la Repubblica Ligure. 
Frattanto Genova viveva in un clima di guerra civile: ai rivoluzionari giacobini filofrancesi si opponevano le schiere popolari reazionarie dei "Viva Maria", capeggiate da Nicolò Pinelli Cattaneo. Il 21 e il 22 maggio del 1797 vi furono scontri armati tra le due fazioni. Gian Carlo Brignole, inizialmente sostenne l'insorgenza popolare, ma in breve tempo si spostò su posizioni più moderate, insieme ad altri nobili moderati come Girolamo Serra e Gian Luca e Giuseppe Durazzo. La sua influenza sui "Viva Maria" gli permise di ottenere la liberazione dell'ambasciatore francese Faipoult, ostaggio dei controrivoluzionari.
Il padre, cercando una conciliazione, volle istituire delle deputazioni di patrizi "amati dal popolo" nei vari quartieri della città e Gian Carlo Brignole fu assegnato al quartiere del Molo. Dopo la caduta della Repubblica nel giugno del 1797, si ebbe una nuova sommossa popolare dei Viva Maria. Allora i giudici rivoluzionari lo condannarono, senza prove, di essere a conoscenza delle trame dei reazionari e di non averli denunciati. Sia per mancanza di prove, sia soprattutto per la prevalenza fra i giudici di elementi moderati la sentenza fu relativamente lieve: Gian Carlo Brignole fu condannato all'esilio e si trasferì a Parigi, dove rimase alcuni anni, cercando di diventare ben accetto ai francesi. Nel 1810 tornò a Genova, dove poté godere della cospicua rendita del patrimonio familiare, perfettamente inquadrato nell'aristocrazia filonapoleonica, come accademico della Società italiana di scienze, lettere ed arti, che si riuniva a palazzo Rosso. Insieme a lui figuravano Felice Romani, Giancarlo Di Negro, Anna Pieri Brignole Sale.
Quando William Bentinck nel 1814 si impadronì di Genova cacciando i francesi, Gian Carlo Brignole, che aveva conservato una fama di moderato, fu contattato dal lord inglese per far parte del governo provvisorio. Gian Carlo Brignole esitò, prima accettando un incarico, poi rifiutandolo e infine accettando la carica di presidente della giunta che doveva scrivere le riforme necessarie alla costituzione repubblicana del 1576, tornata in vigore con tutta la legislazione prerivoluzionaria. In particolare, si proponeva che l'antica oligarchia nobiliare fosse sostituita da un privilegio di censo; Brignole si oppose invano, la modifica fu approvata e Brignole si dovette dimettere. Allora entrò in una commissione governativa per la ricostituzione del Banco di San Giorgio, fulcro del potere aristocratico genovese. Il 2 dicembre 1814 il Banco rinacque, ma ormai il Congresso di Vienna aveva stabilito che Genova dovesse entrare fra i possedimenti sabaudi: il 26 dicembre il governo provvisorio rassegnò le dimissioni e il 7 gennaio fece il suo ingresso in città Ignazio Thaon di Revel, che prese il potere in nome di re Vittorio Emanuele I.

### Ministro del Regno di Sardegna
Ancora una volta la fama moderata e l'appartenenza alla più alta aristocrazia misero in buona luce Gian Carlo Brignole presso i conservatori piemontesi. Nel gennaio del 1815 ottenne la carica onorifica di gentiluomo di Camera di Sua Maestà. Il 29 aprile 1815, nonostante l'opposizione di Pio Gerolamo Vidua, ma sostenuto da Luigi Provana di Collegno e personalmente dal re stesso, Gian Carlo Brignole fu nominato ministro di Stato. 
Era inviso ai liberali per il ruolo che ebbe nella riorganizzazione dell'Università di Genova, prima come membro della deputazione istituita il 28 settembre 1814, poi a capo della stessa università per effetto del decreto del 19 maggio 1816. In questa veste introdusse il sistema dei biglietti regi, grazie ai quali i candidati raccomandati dal re venivano dispensati da obbligo di frequenza e di esami; richiamò gli insegnanti degli ordini religiosi e affidò la direzione del liceo civico ai padri somaschi. I gesuiti, con l'appoggio del re, desideravano recuperare la gestione dell'Università. Il 5 agosto 1816 la deputazione per ordine del re dovette consegnare a padre Orazio Montesisto Vanni, procuratore della Compagnia di Gesù, l'università, i luoghi annessi e tutte le sue rendite. Con l'ordinamento emanato dal re il 23 agosto 1816 il carattere clericale dell'università di Genova fu ancora accentuato: il conferimento della laurea fu attribuito all'arcivescovo e al suo vicario.
Frattanto l'economia di Genova soffriva per la politica doganale protezionistica, sia da parte del Regno di Sardegna sia da parte del Regno Lombardo-Veneto in mano austriaca, che con i dazi intendeva favorire i porti di Venezia e Trieste, privando Genova del suo hinterland verso Milano. Gian Carlo Brignole si fece portavoce a Torino degli interessi economici genovesi nei settori dell'industria cartaria e tessile e soprattutto per le attività del porto. Inizialmente ebbe scarso successo, tuttavia la sua conoscenza dei problemi economici fu apprezzata e il 3 giugno 1817 fu nominato ministro delle Finanze. Riuscì il 17 agosto 1817 ad abolire le dogane interne tra Liguria e Piemonte, sebbene un dazio colpisse le navi sarde dirette a Genova. Carlo Felice riconfermò Gian Carlo Brignole ministro delle Finanze con biglietto del 31 ottobre 1821: conservò la carica fino al 25 febbraio 1825. Fino al 1818 fu direttore delle università di Genova e di Torino: venne poi sostituito a Torino da Prospero Balbo e a Genova da Nicolò Grillo Cattanei, ma quando quest'ultimo si dimise nel 1824, ritornò al suo posto Brignole, fino al 1829.
Dalla fine degli anni 1810 Gian Carlo Brignole fu favorevole ad alcuni progetti di riforma moderati, anche se durante i Moti del 1820-1821 si rifugiò a Modena con Carlo Felice. Nel 1826 propose al sovrano di convalidare gli studi universitari di Giuseppe Mazzini e di altri patrioti che erano stati sospesi dall'università. Nel novembre del 1828, segnalò al conte Barbaroux, segretario di gabinetto del re, il giornale L'Indicatore genovese che dava spazio alle critiche degli oppositori e dei liberi pensatori, tra cui il giovane Mazzini, chiedendone la chiusura. Brignole, membro autorevole dell'"Amicizia" reazionaria di Torino, fece rimuovere dall'insegnamento di teologia dell'università Giovanni Maria Dettori, che si opponeva alla teologia di Paul Gabriel Antoine e divulgava massime antiromane.
Nel 1829 Brignole si ritirò dalla vita politica, tornò a Genova, dove fu presidente dell'Albergo dei Poveri, l'antica istituzione fondata dai suoi antenati, ricevendo il 24 ottobre 1835 un solenne encomio dal sovrano, per l'opera prestata nell'epidemia di colera.
Il 3 aprile 1848 Carlo Alberto lo nominò tra i primi senatori del Regno, ma egli rifiutò la carica per la sua tarda età. Morì a Genova il 22 aprile 1849.

### Discendenza
Aveva sposato Emilia Lomellini, da cui ebbe i figli Giacomo, nato il 28 giugno 1793, sposato a Sofia Rostan e morto senza discendenza il 23 febbraio 1875, e Nicolò, nato il 4 ottobre 1811 e morto il 16 dicembre 1881, sposato a Francesca Balbi, da cui ebbe un unico figlio maschio, Benedetto, che rimase l'unico esponente della famiglia Brignole.